# Mihael Hrabri
Mihael Hrabri (romunsko Mihai Viteazu(l) ali Mihai Bravu, madžarsko Vitéz Mihály) je bil knez Vlaške (1593–1601) in Moldavije (1600) in de facto vladar Transilvanije (1599–1600), * 1558, Târgul de Floci, Vlaška, † 9. avgust 1601, Câmpia Turzii, Transilvanija.
V Romuniji velja za enega od največjih narodnih herojev, v romunskem zgodovinopisju pa za prvega tvorca romunske enotnosti. Njegova vladavina v Vlaški se je začela v jeseni leta 1593. Dve leti kasneje se  je začela dolga turška vojna z Osmanskim cesarstvom, v kateri se je Mihael bojeval v bitki pri Călugăreni in velja za eno od najpomembnejših bitk njegove vladavine. Čeprav je vlaška vojska v bitki zmagala, se je bila prisiljena umakniti in čakati na pomoč svojih zaveznikov, kneza Sigismunda Bathoryja iz Transilvanije in svetorimskega cesarja Rudolfa II. Vojna se je končala s sklenitvijo miru januarja 1597. Mir je trajal samo leto in pol in je bil ponovno sklenjen konec leta 1599, ko Mihael vojne ni mogel nadaljevati zaradi pomanjkanja podpore svojih zaveznikov.
Leta 1599 je zmagal v bitki Şelimbărju in kmalu zatem prišel v Alba Iulio. Postal je cesarjev guverner, de facto pa vladar Transilvanije. Nekaj mesecev kasneje so njegove čete napadle Moldavijo in prodrle do njene prestolnice Iaşi. Moldavski knez Jeremija Movilă je pobegnil na Poljsko in Mihael je bil razglašen za moldavskega kneza. S tem je prevzel oblast v vseh treh romunskih kneževinah. Na oblasti se je obdržal manj kot eno leto, ker so se mu moldavski in vlaški bojarji uprli. Proti njim se je povezal s habsburškim generalom Georgom Basto in zatrl upor ogrskega plemstva v Gurăslău v Transilvaniji. Kmalu po zmagi so ga na Rudolfov ukaz 9. avgusta 1601 umorili Bastovi vojaki. 